# Haus Oranien-Nassau

Wappen des Königs der Niederlande

Stammwappen der Grafen von Nassau

Wappen des Hauses Oranien-Nassau mit den Quartalen 1: Fulda, 2: Corvey; 3: Dortmund 4: Weingarten, Herz: Orange mit dem nassauischen Löwen

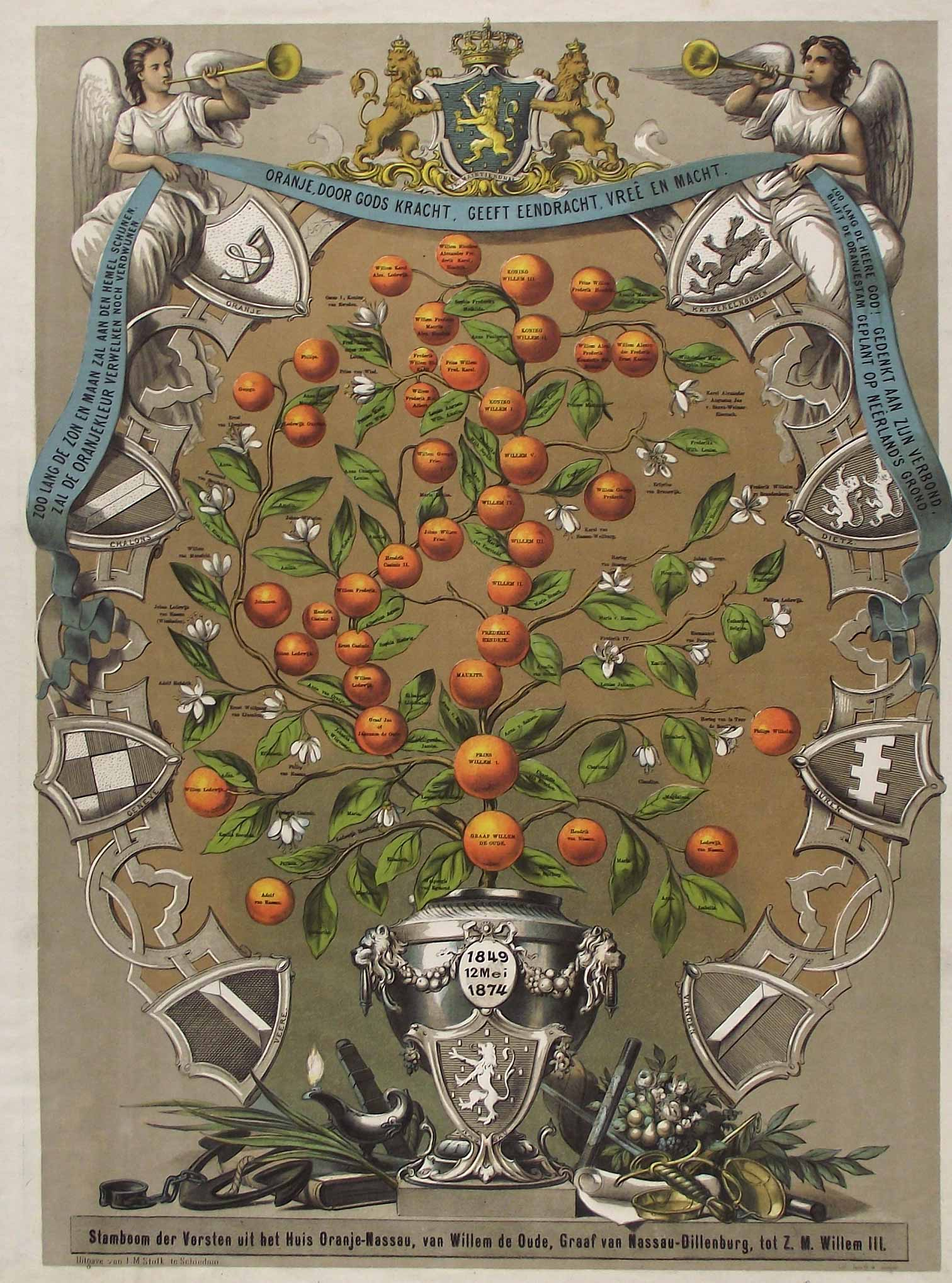
Stammbaum des Hauses Oranien-Nassau

Das Haus Oranien-Nassau (niederländisch Huis Oranje-Nassau) ist das regierende Königshaus der Niederlande. Seine politischen Anhänger nannte man früher Orangisten.
Ursprünglich stammt der Name Oranien von der provenzalischen Grafschaft Oranien (französisch Orange), dem späteren Fürstentum Orange in der Rhoneebene im heutigen Frankreich.
Der in den Niederlanden regierende Teil des Hauses Nassau hält seit 1530 auch den Titel des Prinzen von Oranien (französisch Prince d’Orange, niederländisch Prins van Oranje). Nach einem weiteren Erbgang im Jahr 1702 hielten sowohl das Haus Oranien-Nassau als auch das Haus Hohenzollern den Titel des Prinzen von Oranien. Die Übersetzung „Fürst von Oranien“ ist nur für die historischen (republikanischen) Statthalter der Niederlande aus dem Hause Oranien-Nassau (bis 1795) korrekt, doch ging das Fürstentum Orange (Oranien, Oranje) am 11. April 1713 den Nassauern verloren. Der Titel „Prinz von Oranien“ wurde durch Vertrag mit dem König von Preußen am 16. Juni 1732 bestätigt und wurde in der Form, auch als Wilhelm I. am 2. Dezember 1813 erst souveräner Fürst der Niederlande und schließlich am 16. März 1815 König der Niederlande und Herzog (vom 9. Juni 1815 bis zum 23. November 1890 Großherzog) von Luxemburg wurde, bis heute beibehalten. Seit dem 24. August 1815 ist nach der Verfassung der Niederlande der Titel des Prins van Oranje traditionell der Titel des Kronprinzen der Niederlande, der immer der älteste Sohn des Königs war. Seit einer Verfassungsreform vom 17. Februar 1983 ist immer das älteste Kind des Staatsoberhauptes Thronerbe, unabhängig vom Geschlecht, also Kronprinz oder Kronprinzessin. Seit dem 20. Mai 2002 ist die weibliche Form Prinses van Oranje auch für eine Kronprinzessin möglich. Diese Regelung trat am 30. April 2013 erstmals für Amalia van Oranje in Kraft.

## Begründung des Hauses Oranien
Der Sage nach wurde die Stadt Orange im südfranzösischen Département Vaucluse um das Jahr 800 von einem Lehnsmann Kaiser Karls des Großen namens Wilhelm (Guilhelm d’Orange) eingenommen.
Obwohl er erster Graf von Oranien war, war er kein Verwandter der heutigen Fürsten von Orange. Dieser Wilhelm von Oranien wird ebenfalls mit Wilhelm von Toulouse (alias Wilhelm von Aquitanien) und Saint-Guilhem (siehe Saint-Guilhem-le-Désert) in Verbindung gebracht.

## Fürstentum
1163 wurde die Grafschaft von Kaiser Friedrich I. Barbarossa zum Reichsfürstentum erhoben. Über die Geschlechter Montpellier und Les Baux kam das kaum 300 Quadratkilometer große Fürstentum Orange Anfang des 15. Jahrhunderts zum Haus Chalon. Der französische König Franz I. annektierte das Fürstentum, und der letzte aus dem Hause Chalon, Philibert von Chalon, wurde von 1524 bis 1526 gefangengehalten. Philibert nahm danach als Feldherr Kaiser Karls V. am Sacco di Roma teil, verteidigte später Neapel gegen die Franzosen und bekam als Belohnung 1529 sein Fürstentum zurück. Er starb 1530 mit 28 Jahren kinderlos.

## Haus Oranien-Nassau
Philiberts Schwester Claudia von Chalon war mit Heinrich III. von Nassau verheiratet. Die Nassauer hatten bereits seit Anfang des 15. Jahrhunderts große Güter und reichsständische Territorien in den Niederlanden geerbt und erworben. Der Sohn Claudias und Heinrichs, Renatus, erbte das Fürstentum Oranien. Bevor Renatus – ohne rechtmäßige Nachkommen – starb, benannte er seinen Cousin Wilhelm von Nassau-Dillenburg als Erben, der sich daher Prinz von Oranien nennen durfte. Bedingung von Kaiser Karl V. war jedoch, dass Wilhelm an seinem Hof in Brüssel katholisch erzogen wurde. Karls Sohn Philipp II. von Spanien machte ihn zum Statthalter der Siebzehn Provinzen. Als die calvinistischen Sieben Provinzen im Norden sich 1568 unter Anführung der Geuzen gegen das Blutregime des Herzogs von Alba und der Inquisition auflehnten, setzte sich Wilhelm an deren Spitze. 1581 erklärten die sieben Provinzen ihre formelle Unabhängigkeit von Spanien als Republik der Vereinigten Niederlande, mit Wilhelm von Oranien als Statthalter und den Generalstaaten als Parlament. Es begann der Achtzigjährige Krieg mit Spanien. 1584 ermordete ein katholischer Fanatiker Wilhelm in Delft. Sein Sohn Moritz folgte ihm als Armeeführer und Statthalter nach. Die Konstruktion eines faktisch erblichen Statthaltertums, anstatt einer Monarchie, führte zu einer generationenlangen Rivalität oligarchisch regierenden Patrizier der reichen Handelsstädte, insbesondere der Regenten von Amsterdam wie Andries Bicker und Cornelis de Graeff sowie deren Neffen Ratspensionär Johan de Witt, mit der im Volke populären Statthalterdynastie. Dieser Machtkampf dauerte während des gesamten Goldenen Zeitalters und auch noch während des 18. Jahrhunderts an. Der Unabhängigkeitskrieg mit Spanien wurde erst 1648 mit dem Westfälischen Frieden beendet, der die internationale Anerkennung der Republik der Vereinigten Niederlande brachte und zugleich deren Ausscheiden aus dem Heiligen Römischen Reiche.

## Wilhelm III. von England, Schottland und Irland
Wilhelms Urenkel, der Statthalter Wilhelm III. von Oranien, lebte im Huis ten Bosch in Den Haag und ließ sich das Schloss Het Loo als Sommerresidenz erbauen. Gemeinsam mit seiner Gemahlin Maria II. aus dem Haus Stuart bestieg er 1688 den englischen Thron und kurz danach auch die damals noch eigenständigen Throne von Schottland und Irland. Er sah seine Hauptaufgabe darin, die Hegemonialansprüche des französischen „Sonnenkönigs“ Ludwig XIV. einzudämmen, was die Niederlande in jahrzehntelange Kriege verwickelte. Als er 1702 kinderlos starb, erlosch die Linie Wilhelms I. und die Statthalterschaft der Niederlande ruhte.

Wappen von Wilhelm III. von Oranien als König von England, Schottland und Irland, Titularkönig von Frankreich
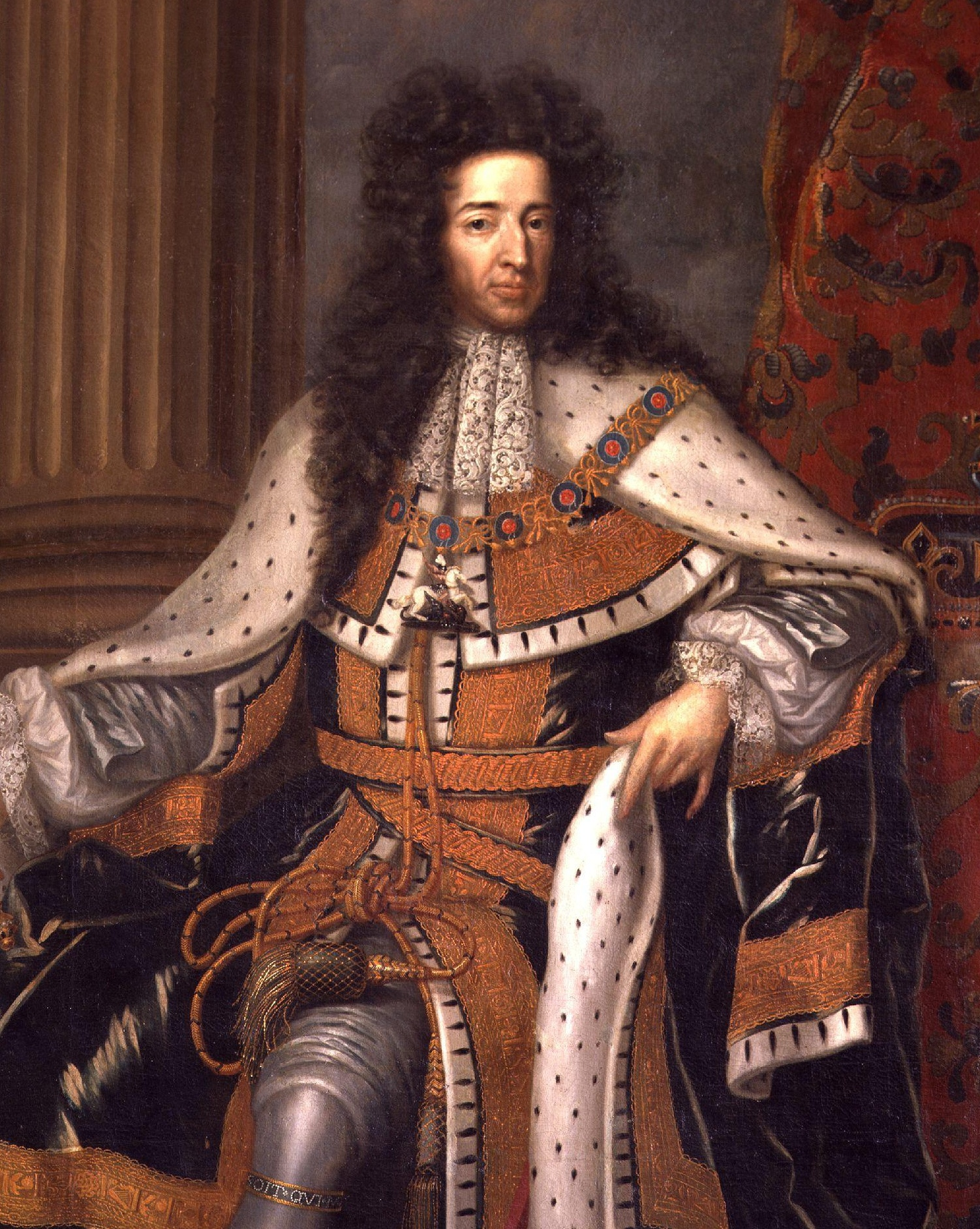
König Wilhelm III.

## Erbfolge des Hauses Nassau-Diez
Als Alleinerben hatte der König seinen Cousin Graf Johann Wilhelm Friso von Nassau-Diez († 1711) eingesetzt, der von einem Bruder Wilhelms I. von Oranien abstammte und seit 1707 auch Generalkapitän von Friesland und seit 1708 Statthalter von Groningen war. Jedoch erhob auch der König von Preußen, Friedrich I., Anspruch auf den Titel – sowie vor allem auf die umfangreichen Ländereien der Oranier in den Niederlanden – als näherer männlicher Verwandter Wilhelms I. von Oranien, denn sowohl Friedrichs Mutter, Luise Henriette von Oranien, als auch Friedrichs Großmutter väterlicherseits, Elisabeth Charlotte von der Pfalz, waren Enkelinnen Wilhelms I. gewesen und der verstorbene König sein Vetter ersten Grades. Der Friede von Utrecht brachte 1713 den Übergang des Fürstentums Orange an Frankreich und des Oberquartiers des Herzogtums Geldern an Preußen, das Privatvermögen der Oranier fiel zum Großteil an den preußischen König, ungeachtet des anderslautenden Testaments des verstorbenen Königs Wilhelm. Privatvermögen kann zwar – im Gegensatz zu Thronansprüchen oder Lehnsansprüchen – testamentarisch vererbt werden, doch verfügte der König von Preußen über ungleich mehr Macht als der Graf von Nassau-Diez. Friedrich Wilhelm I., der Soldatenkönig und Nachfolger seines Vaters, gab 1732 unter anderem die Schlösser Huis ten Bosch und Het Loo an Frisos Sohn Wilhelm IV. von Oranien zurück. 1734 erbte dieser auch das Fürstentum Nassau-Siegen und vereinigte es mit seinem Fürstentum (Oranien-)Nassau-Diez. Von 1747 bis 1751 wurde er dann auch Erbstatthalter der Vereinigten Niederlande. Er vereinigte somit nochmals alle reichsdeutschen und niederländischen Besitzungen des Hauses und führte als erster den Titel eines Fürsten von Oranien und Nassau.
1813 und endgültig im Wiener Kongress 1815 kamen die Fürstentümer der oranischen Linie, Nassau-Diez, Nassau-Hadamar und Nassau-Dillenburg, an die Linie Nassau-Weilburg, wodurch erstmals seit 1255 alle deutschen nassauischen Länder wieder in einer Hand vereinigt waren, mit Ausnahme von Nassau-Siegen, das Wilhelm VI. an Preußen abtrat, wofür er im Gegenzug das Großherzogtum Luxemburg erhielt. Doch dafür wurde er nun als Wilhelm I. König des Vereinigten Königreichs der Niederlande und begründete damit das heutige Niederländische Königshaus. Die Belgische Revolution von 1830 führte allerdings zur Abspaltung Belgiens als selbständiges Königreich unter der Regierung des Hauses Sachsen-Coburg-Gotha.
1890 spaltete sich auch Luxemburg ab: Als König Wilhelm III., der zuvor schon beabsichtigt hatte, Luxemburg an Frankreich zu verkaufen, starb und der niederländische Thron an seine Tochter Wilhelmina fiel, gelangten aufgrund des privatrechtlichen Erbvertrags zwischen den Prinzen des Hauses Nassau (des Nassauischen Erbvereins) die nächsten männlichen Verwandten, die Herzöge von Nassau-Weilburg, an die Regierung in Luxemburg. Ihr Herzogtum Nassau hatten sie allerdings bereits im Deutschen Krieg 1866 an Preußen verloren. Auch diese letzte Linie des Hauses Nassau erlosch 1912 mit Wilhelm IV. von Luxemburg, woraufhin auch dort die weibliche Thronfolge eintrat.

## Residenzen

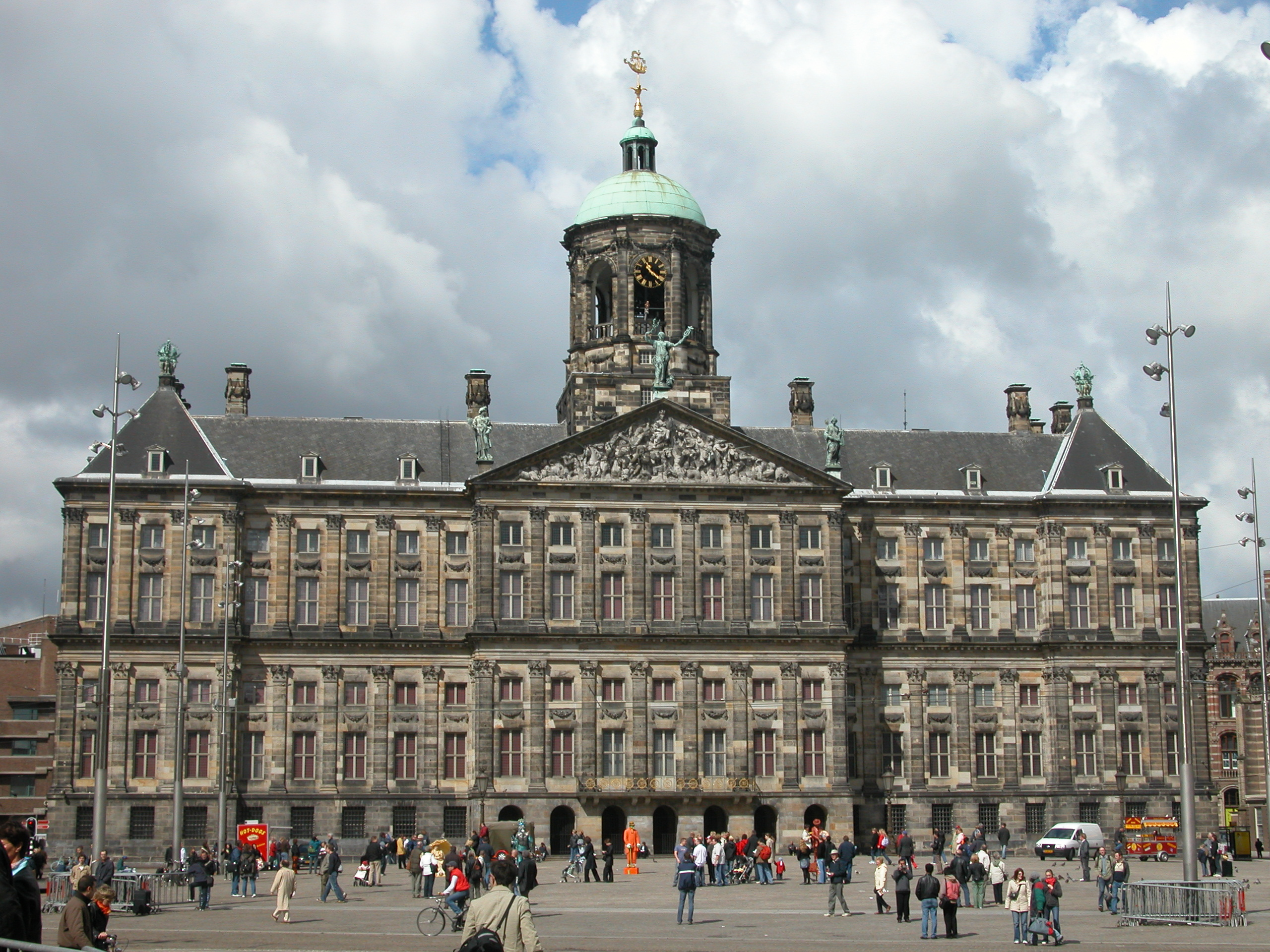
Paleis op de Dam, Amsterdam
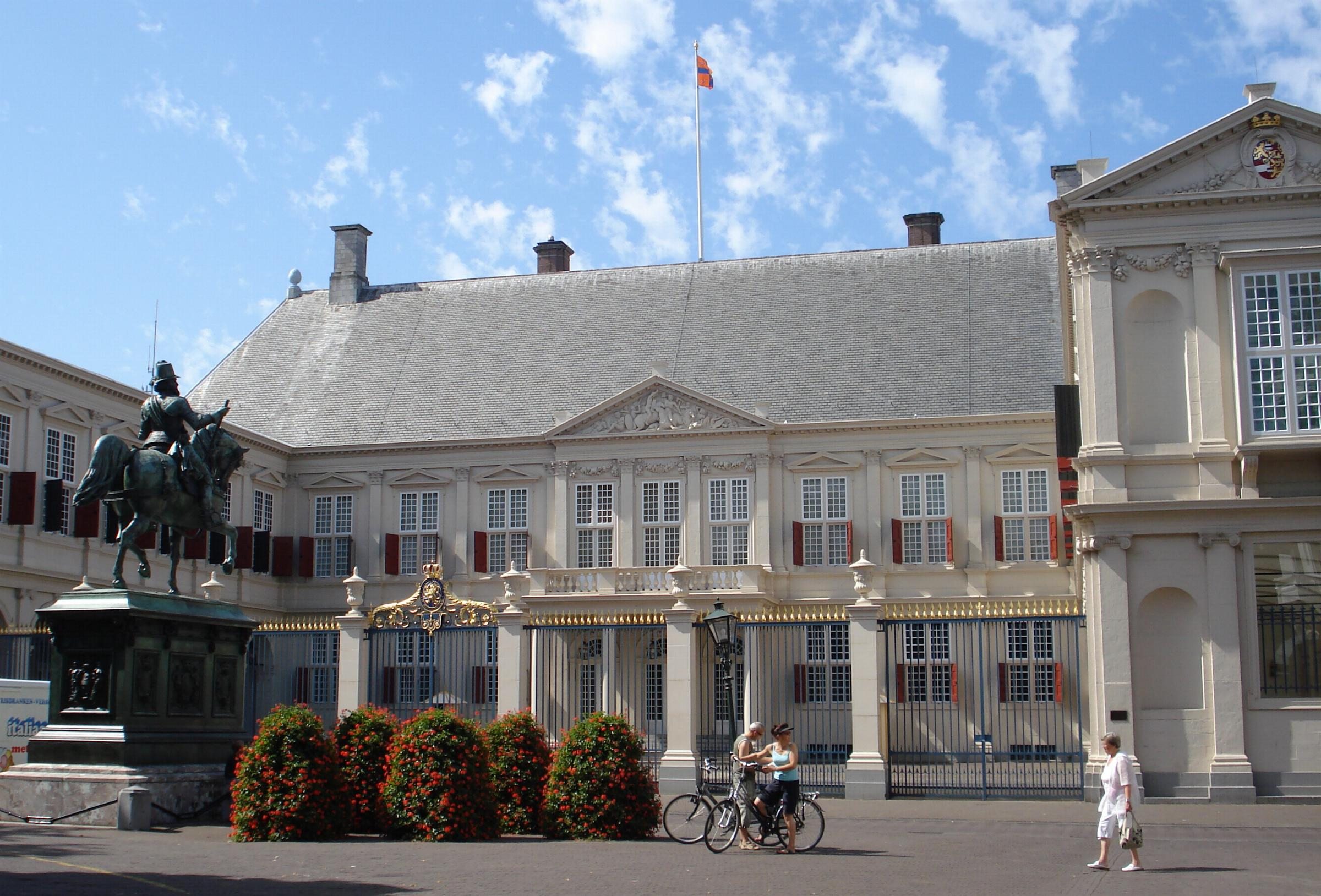
Paleis Noordeinde, Den Haag
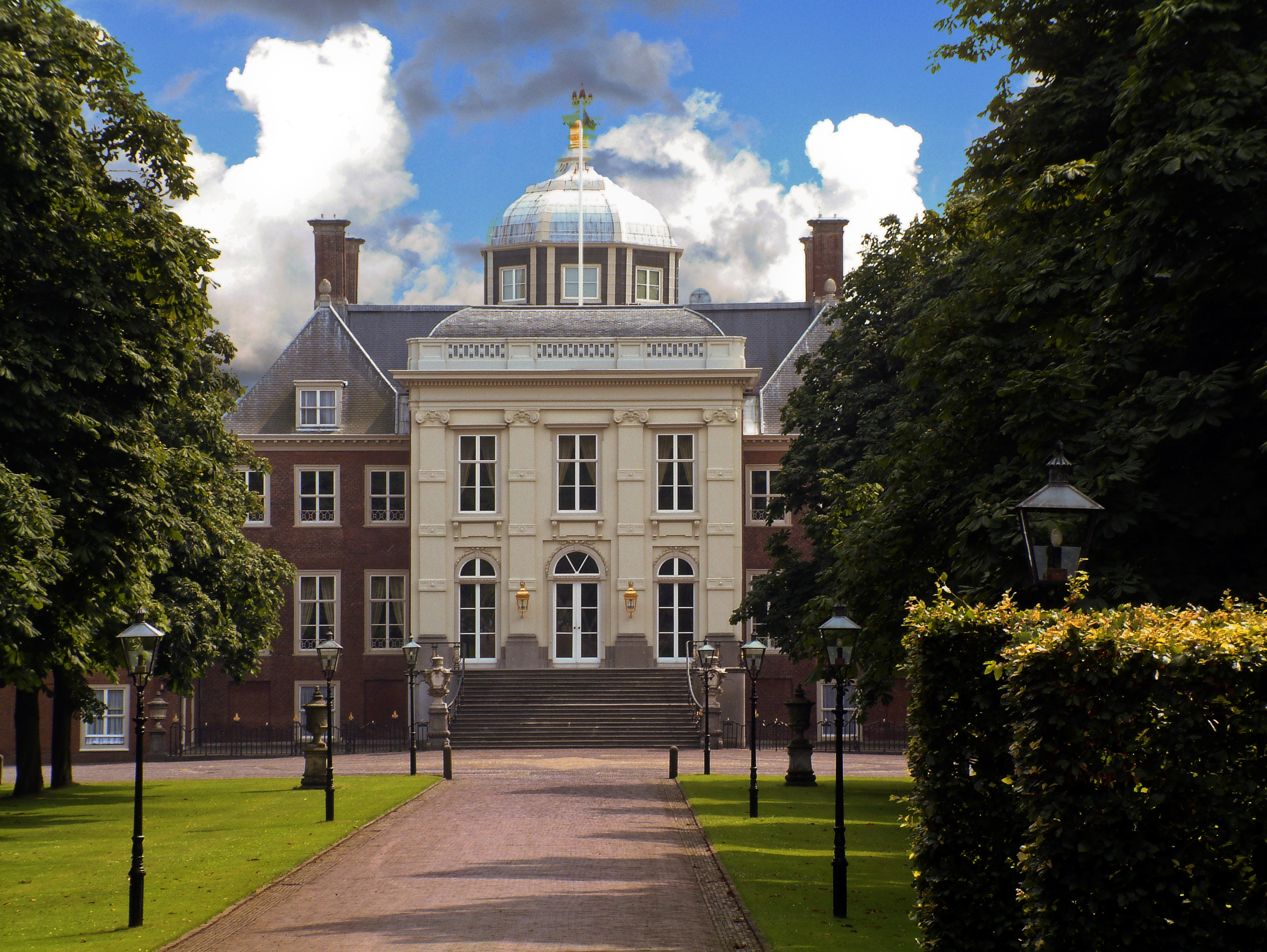
Huis ten Bosch, Den Haag
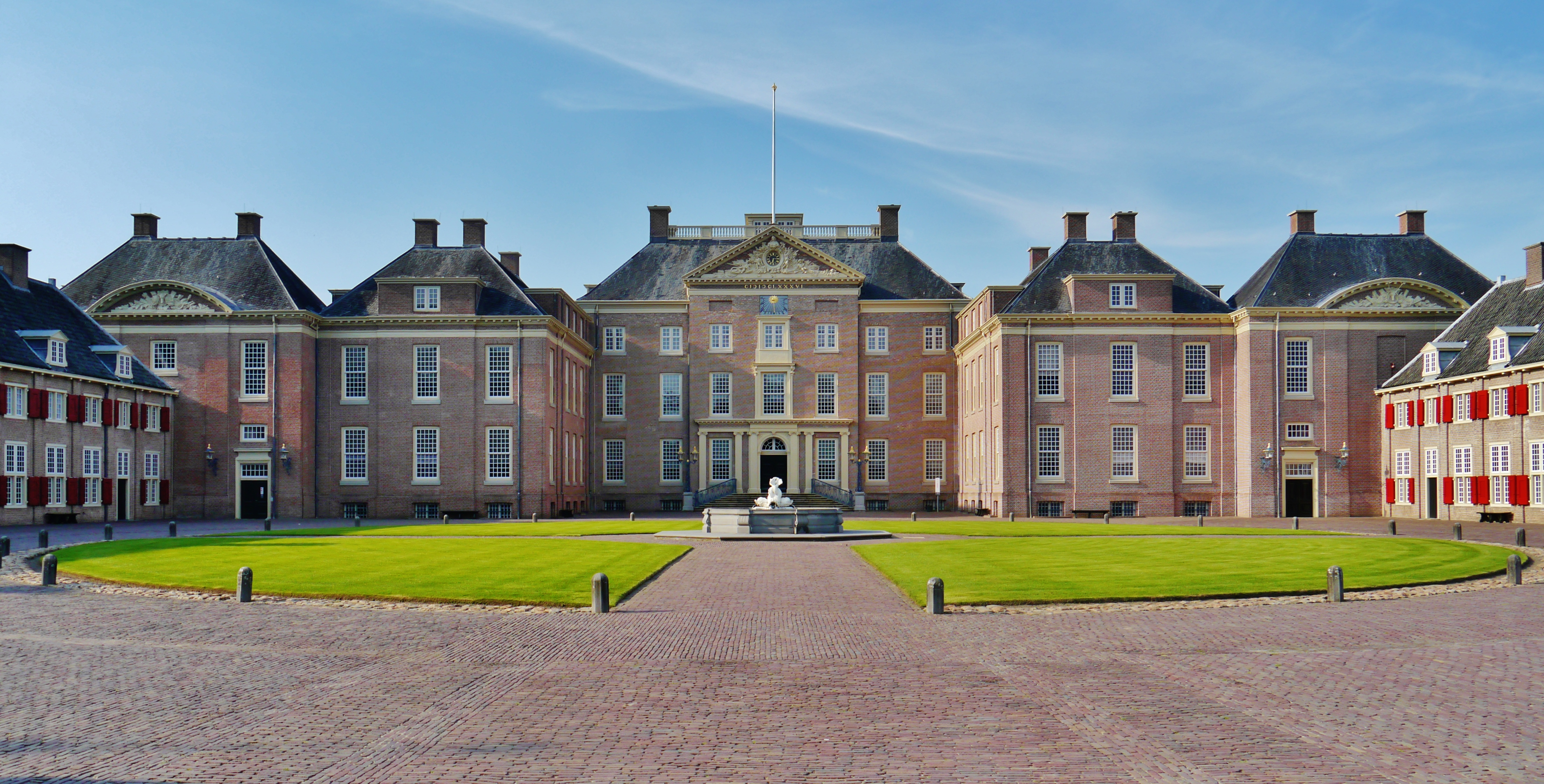
Schloss Het Loo
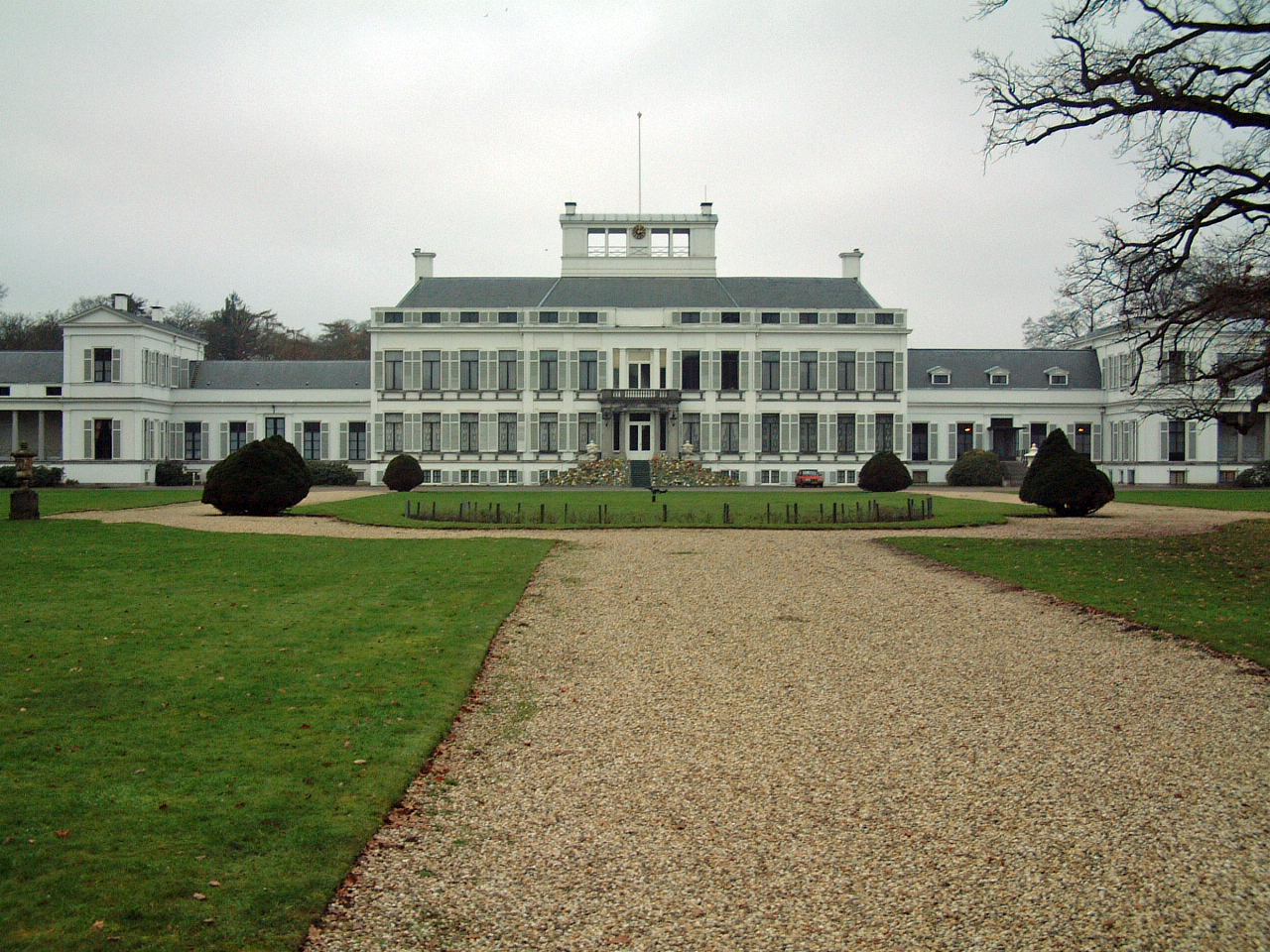
Palais Soestdijk
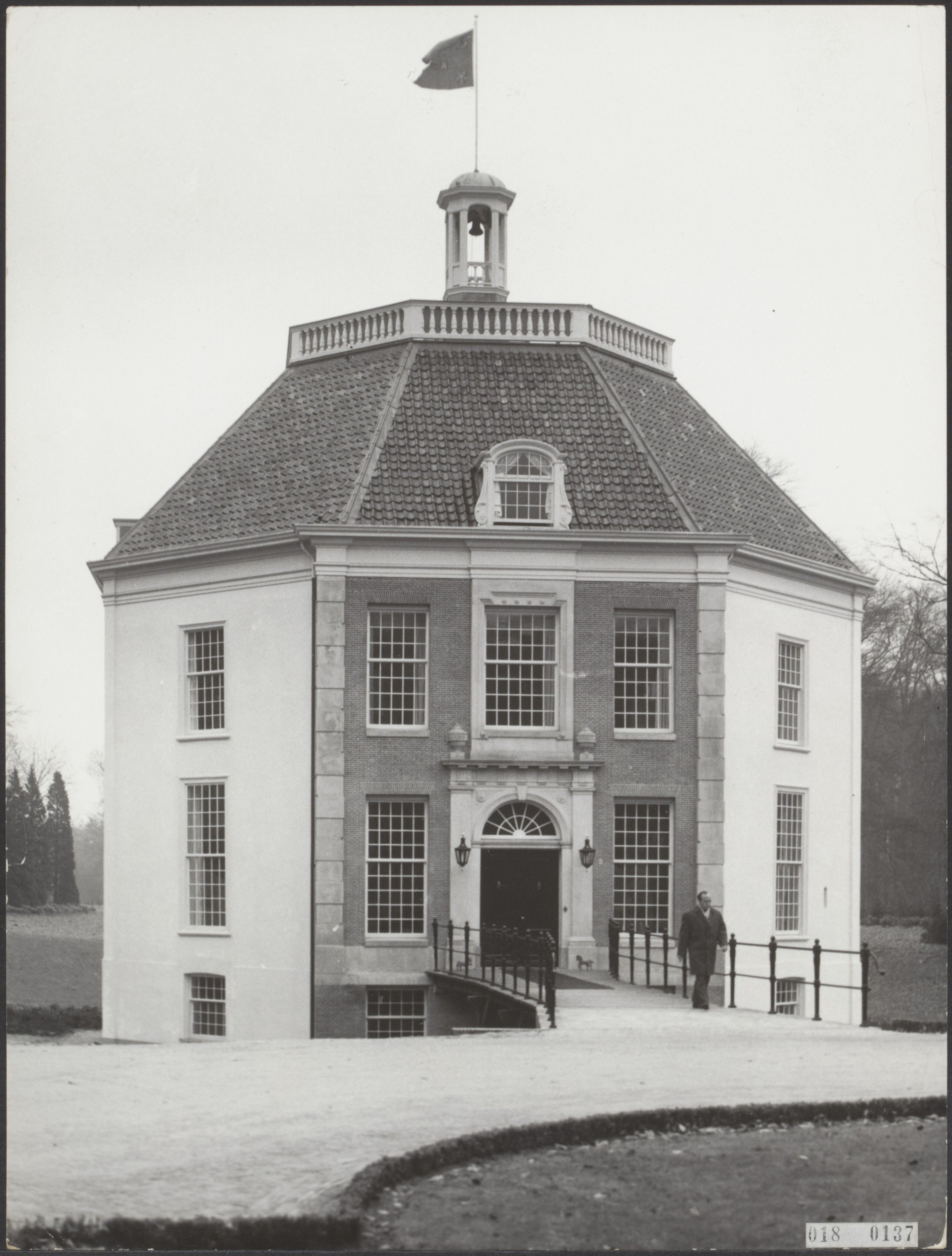
Drakensteijn Paleis, Baarn

## Der Fürstentitel von Oranien
1713 gelangte das Gebiet des Fürstentums endgültig an Frankreich. Titel und Wappen fielen hingegen an den preußischen König Friedrich I. Frankreichs König Ludwig XIV. indes vergab den Fürstentitel (Prince d’Orange) an den Marquis Louis III. de Mailly. Er rechtfertigte sein Vorgehen mit dem angeblichen Fehlen eines rechtmäßigen Erben und dass er darum über Land und Titel frei verfügen könne. Allerdings erwarben 1713 im Frieden von Utrecht auch die Fürsten von Nassau-Diez das Recht auf Titel und Wappen.
In der Folge trugen drei Personen gleichzeitig den Titel Prinz von Oranien.
Seit 1815 ist er der Titel des Kronprinzen der Niederlande.